# Thomaespolder
De Thomaespolder is een polder ten noorden van Biervliet, behorende tot de Polders rond Biervliet, in de Nederlandse provincie Zeeland. 
De polder is tezamen met de Paulinapolder ingedijkt in 1845. De noordelijke schorren waren eigendom van de familie Thomaes en de zuidelijke schorren waren eigendom van de Staat. De particuliere schorren werden dus de Thomaespolder, die 74 ha bedraagt. Tussen deze polder en de Paulina ligt een dijk ter afscheiding, waarlangs de Appelzakweg verloopt. Deze scheidingsdijk heeft nimmer als zeewering gediend.
De polder wordt begrensd door de Scheldedijk, de Appelzakweg, de Eiersgatweg en de Olmendijk. Ze bezit een zeewerende dijk van ongeveer 2 km. Buitendijks ligt het natuurgebied Paulinaschor.

## Thomaes
De familie Thomaes was afkomstig uit Waterland-Oudeman en vestigde zich in 1803 in de Helenapolder. Constantinus Bernardus Thomaes wist in de Napoleontische tijd, toen de grondprijzen laag waren, veel schorren te kopen en op initiatief van deze familie van rijkgeworden landbouwers zijn een viertal polders ingedijkt, waaronder de Elisabethpolder.
Omstreeks 1968 kreeg één der geulen in de Westerschelde, gelegen vóór het Paulinaschor, de naam Thomaesgeul.

## Voetnoten
1. ↑  P.W. Stuij, Zeeuwsch-Vlaanderen. De geschiedenis van een grensgebied, De Walburg Pers, Zutphen, 1990, blz. 90 - 92 : De Thomaespalen.
2. ↑  Prof. Dr. Carl B.A.J. Puylaert, Een legendarisch man : De Rijke Thomaes, in Vlaamse Stam, 2001, blz. 560 - 572.